# Mirja Lecke
Mirja Lecke (* 1972) ist eine deutsche Slawistin.

## Leben
Nach dem Studium (1991–1998) der Slavistik, Wirtschaftspolitik, Kommunikationswissenschaft und VWL, der Promotion 2001 an der WWU Münster und der Habilitation 2009 (Venia legendi: Slavische Literaturen) war sie von 2009 bis 2020 Professorin für Slavistik, insbesondere Literaturwissenschaft an der Ruhr-Universität Bochum. Seit April 2020 ist sie Professorin für Slavische Literatur- und Kulturwissenschaft an der Universität Regensburg.
Ihre Forschungsinteressen sind russische Literatur der imperialen und postsowjetischen Periode in postkolonialer Perspektive, insbesondere russisch-georgische, russisch-polnische und ukrainisch-polnische Verflechtungen in der Literatur.

## Schriften (Auswahl)
- Erzählte Aufklärung. Studien zum polnischen Roman um 1800. Frankfurt am Main 2002, ISBN 3-631-39782-8.
- Westland. Polen und die Ukraine in der russischen Literatur von Puškin bis Babelʹ. Frankfurt am Main 2015, ISBN 3-631-65773-0.
- mit Oleksandr Zabirko (Hg.): Verflechtungsgeschichten. Konflikt und Kontakt in osteuropäischen Kulturen. Festschrift für Alfred Sproede. Berlin 2016, ISBN 3-643-13460-6
- mit Elena Chkhaidze (Hg.): Россия – Грузия после империи. сборник статей. Moskau 2018, ISBN 978-5-4448-0787-3.